# Людивін Дедондер
Людивін Дедондер (Tournai, 17 березня 1977) — бельгійська політикиня від PS. З 1 жовтня 2020 року вона є міністром оборони Бельгії.

## Життєпис
Дедондер вивчала комерційну інженерію в Льєжському університеті. З 2000 по 2001 рік працювала радіоведучою на Fréquence wallonie. Потім вона стала спортивною журналісткою RTBF у 2001-2002 роках. Також вона вела спортивні новини на регіональному телеканалі No Télé. З 2002 по 2006 рік вона працювала радницею в кабінеті Мішеля Даердена, тодішнього міністра в уряді Валлонії.
З 2006 року Дедондер була муніципальною радницею PS у Дорніку, де також була олдерменом у 2006-2019 роках. На федеральних виборах у травні 2019 року Дедондер була обрана до Палати представників з другого місця в списку PS Ено. Там вона пробула до жовтня 2020 року.
1 жовтня 2020 року Дедондер була призначена федеральним міністром оборони в уряді Де Кроо, що зробило її першою жінкою на цій посаді. Дедондер сказала, що вона хотіла зосередитися головним чином на працевлаштуванні в армії, і вважає, що оборона має соціальне завдання у навчанні молоді.
Була пані-мером Турне, а також була у виборній палаті з 2014 по 2019 рік.

## Особисте життя
Одружена з Полем-Олів'є Деланнуа, з яким вони мають дитину.